# Abraham Fitzgibbon
Abraham 'Abram' Fitzgibbon (23 de enero de 1823 - 4 de abril de 1887) fue un ingeniero ferroviario nacido en Irlanda, pionero de los ferrocarriles de vía estrecha. 

## Semblanza
Se convirtió en el primer ingeniero jefe de los Ferrocarriles de Queensland, después de su progresivo ascenso durante las primeras etapas de desarrollo del departamento ferroviario.
A pesar de la oposición de algunos estamentos, abogó con éxito por el uso de la vía estrecha (con una anchura de 1067 mm (3' 6")) en Australia.
A principios de la década de 1860 estaba trabajando en el Ferrocarril de Dun Mountain en Nueva Zelanda, una línea de 914 mm (3') de ancho movida por tiros de caballos. 
Fitzgibbon llegó a la colonia de Queensland en junio de 1863, siendo nombrado ingeniero jefe de los ferrocarriles locales. Los primeros recorridos de los Ferrocarriles de Queensland se iniciaron en 1865. 

## Ferrocarril de vía estrecha
En su momento se produjo un intenso debate sobre la elección del ancho de 1067 mm (3' 6") frente a la vía estándar de 1435 mm (4' 81/2").
La controversia sobre el "pony railway" (nombre coloquial del pequeño ferrocarril) permaneció viva durante 25 o 30 años, aunque en la práctica el ancho de vía de 1067 mm (3' 6") se ha conservado hasta el presente. 
En 1867, la controversia supuso la finalización del contrato de Fitzgibbon.
Participó en la adopción de las vías de 3 pies 6 plg (1067 mm) en el Ferrocarril de Toronto y Nipissing y en el Ferrocarril de Toronto, Gray y Bruce en Canadá, junto con el ingeniero noruego Carl Abraham Pihl. 
La localidad de Fitzgibbon, cercana a Brisbane, lleva el nombre de Abraham Fitzgibbon.

## Otros pioneros de la vía estrecha
En orden de influencia: 
- Carl Abraham Pihl (1825-1897) al servicio de los Ferrocarriles Noruegos abiertos 1863; ancho de 1067 mm (3' 6")
- Robert Fairlie (1831-1885) Locomotora Fairlie en el Ferrocarril de Festiniog, introducida alrededor de 1865; ancho de 23 1/2 plg (597 mm)
- Thomas Hall (1823-1889) proyectó el Ferrocarril de Namaqualand, construido en 1868; ancho de 762 mm (2' 6")
- Paul Decauville (1846-1922), introdujo el sistema de vía Decauville en 1875; anchos de 400, 500 y 600 mm
- Everard Calthrop (1857-1927) puso en servicio en 1897 el Ferrocarril Ligero de Barsi; ancho de 762 mm (2' 6")